# Afrodisia (Caria)
Afrodisia (in greco antico: Ἀφροδισιάς?, Aphrodisias), o Afrodisiade, una antica piccola città greco-ellenistica della Caria, nell'Asia Minore (odierna Turchia). Si trova su un altopiano, a un'altitudine di circa 600 m s.l.m., presso la valle del Meandro. La zona fu spesso soggetta ai terremoti.
L'attuale villaggio di Geyre, nei cui pressi si trova il sito archeologico, si trova nella sottoprefettura di Karacasu e nella prefettura di Aydın (l'antica Tralles), da cui dista circa 100 km, e a circa 230 km da Smirne (Izmir). Il 9 luglio 2017 il sito archeologico è stato inserito nella lista dei patrimoni dell'umanità dell'UNESCO.

## Storia
Un centro abitato esistette nei pressi della città già in epoca tardo neolitica (agli inizi del VI millennio a.C. e andò formando un "tepe" (Pekméz Tépé), ossia un'elevazione artificiale, cresciuta per il sovrapporsi dei livelli successivi di abitazioni. Sull'acropoli della città sono stati rinvenuti i resti di sette successivi strati di abitato, a partire dall'età del bronzo.
Lo storico bizantino Stefano di Bisanzio ci riporta un precedente nome della città come "Ninoe", che sarebbe derivato dal leggendario re Nino di Babilonia, sposo di Semiramide, ovvero dalla dea Nin, la divinità accadica più tardi identificata con Astarte. Fin da epoca antichissima dovette trattarsi di un luogo di culto della Grande Madre anatolica. Il nome di Afrodisia, con cui la città venne conosciuta in epoca ellenistica e romana, deriva dalla dea Afrodite, con cui i Greci identificavano la dea Astarte.
Le prime notizie storiche risalgono alle monete cittadine coniate in bronzo e in argento nel II secolo a.C. Secondo lo storico Appiano di Alessandria, a seguito di un responso dell'oracolo di Apollo a Delfi, Silla inviò nell'82 a.C. al santuario di Afrodite una corona e una doppia ascia d'oro, che furono più tardi raffigurate sulle emissioni monetali.
Lo sviluppo della città si ebbe soprattutto in epoca imperiale romana: per la sua fedeltà ad Ottaviano nelle guerre civili che lo portarono al potere come Augusto, le fu riconosciuta l'autonomia (continuamente contestata dalle altre città e dallo stesso governatore, costringendo la città a pagare ogni volta onerose ambascerie per appellarsi all'imperatore affinché venisse confermato lo status), confermata più tardi da Tiberio, e vennero edificati importanti monumenti pubblici. Per tutto l'impero romano rimase centro importante, sia per la presenza del santuario che come centro di produzione artistica legato alle vicine cave di marmo (scuola di Afrodisia). Fu inoltre un reputato centro culturale e vi nacquero lo scultore Aristea e il filosofo Alessandro di Afrodisia. Nativo della città fu anche lo scrittore greco Caritone.
A causa di un terremoto alla metà del IV secolo, che provocò un mutamento nel regime delle acque, parte della città divenne soggetta a periodiche alluvioni, come mostra il ritrovamento di condutture provvisorie installate per tentare di risolvere il problema.
Con la diffusione del cristianesimo divenne sede dell'arcivescovo metropolita della Caria e l'antico santuario di Afrodite fu trasformato in chiesa cattedrale (fine del V secolo). Il nome della città venne cambiato in Stauropolis ("città della croce"). In epoca bizantina prese infine il nome di Caria, dalla regione amministrativa di cui era capoluogo.
Nel 640, durante il regno dell'imperatore bizantino Eraclio la città subì un ulteriore rovinoso terremoto e perdette gran parte della sua importanza. Altri danni subì per le guerre sotto il dominio dei Selgiuchidi tra l'XI e il XIII secolo e venne infine abbandonata nel XIV secolo. Sulle antiche rovine si insediò un villaggio turco che mantenne l'antico nome bizantino della città, trasformandolo da "Caria" in "Geyre".

### Ritrovamento dei resti archeologici
Le rovine della città furono visitate nel XVIII secolo e ancora nel 1835 da Charles Texier, che ne diede una prima descrizione, e nel 1849 da Osman Hamdi Bey, all'epoca direttore del Museo archeologico di Istanbul. I primi scavi parziali si ebbero nel 1904, con Paul Gaudin (terme di Adriano) e nel 1937 con Giulio Iacopi (nell'agorà).
Dopo il terremoto del 1956 le case del villaggio, andate quasi interamente distrutte, furono ricostruite a breve distanza dai resti della città antica, permettendo in tal modo nel 1961 l'avvio di scavi archeologici sistematici, ad opera di Kenan Tevfik Erim dell'Università di New York (che diresse lo scavo dagli inizi fino al 1990), e sono tuttora in corso. Sul sito è stato quindi fondato un museo archeologico (Museo di Afrodisia), a cura del quale nell'inverno 1993-1994 è stata condotta una campagna di scavi nella necropoli orientale.

## La città antica

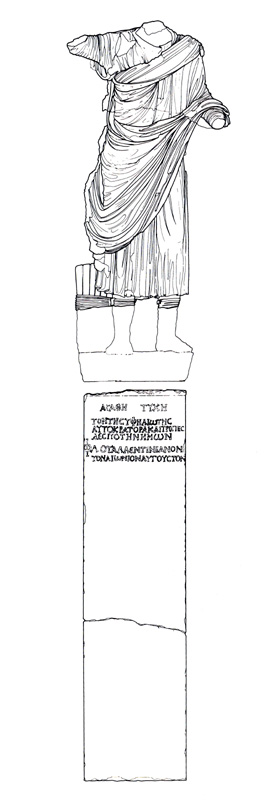
Statua dedicata a Valentiniano II dal prefetto Flavio Eutolmio Taziano, ritrovata presso le terme di Adriano.

La città si sviluppò a partire da insediamenti preistorici che si erano stabiliti sulla collina dell'acropoli e presso il settore nord della città, dove più tardi sorse il tempio di Afrodite. Un abitato preistorico con tracce di frequentazione fino all'epoca ellenistica sorse anche sulla vicina altura di "Pekmez Tepe". Nel tardo periodo ellenistico lo sviluppo urbano avvenne invece nella zona intorno all'agorà. In epoca romana la città si sviluppò intorno a questi nuclei abitati.
La città, a causa del suo sviluppo graduale, non ebbe una pianta pianificata e regolare e i principali monumenti sorsero via via dove se ne presentava l'opportunità e l'occasione.

### Il tempio di Afrodite
Il tempio venne costruito nel corso del I secolo a.C., su un più antico luogo di culto dedicato alla dea Afrodite. Il temenos (recinto sacro) venne completato solo nel II secolo sotto l'imperatore Adriano. Alcune tracce di mosaici ellenistici hanno tuttavia fatto ipotizzare la presenza di un edificio templare precedente a quello di epoca romana.
Il tempio aveva otto colonne in facciata ("ottastilo") e tredici sui lati lunghi ed era di ordine ionico. Su alcuni fusti delle colonne sono ancora iscritti i nomi dei donatori che offrirono il denaro per la loro erezione al momento della costruzione dell'edificio.
La statua di culto del tempio è stata identificata con una statua rinvenuta nei pressi all'inizio degli scavi, nella quale Afrodite è raffigurata in modo molto simile all'Artemide del santuario di Efeso.
Alla fine del V secolo, per la trasformazione in chiesa, furono eliminati i muri della cella e le colonne della peristasi (il colonnato che circonda la cella) furono spostate per ingrandire l'edificio. Furono inoltre costruiti nuovi muri sui lati corti, che costituirono l'abside e la facciata della chiesa. Successivamente venne aggiunto un atrio di ingresso. Nell'abside sono conservati resti di affreschi dell'XI e XII secolo.

### Il tetrapilo

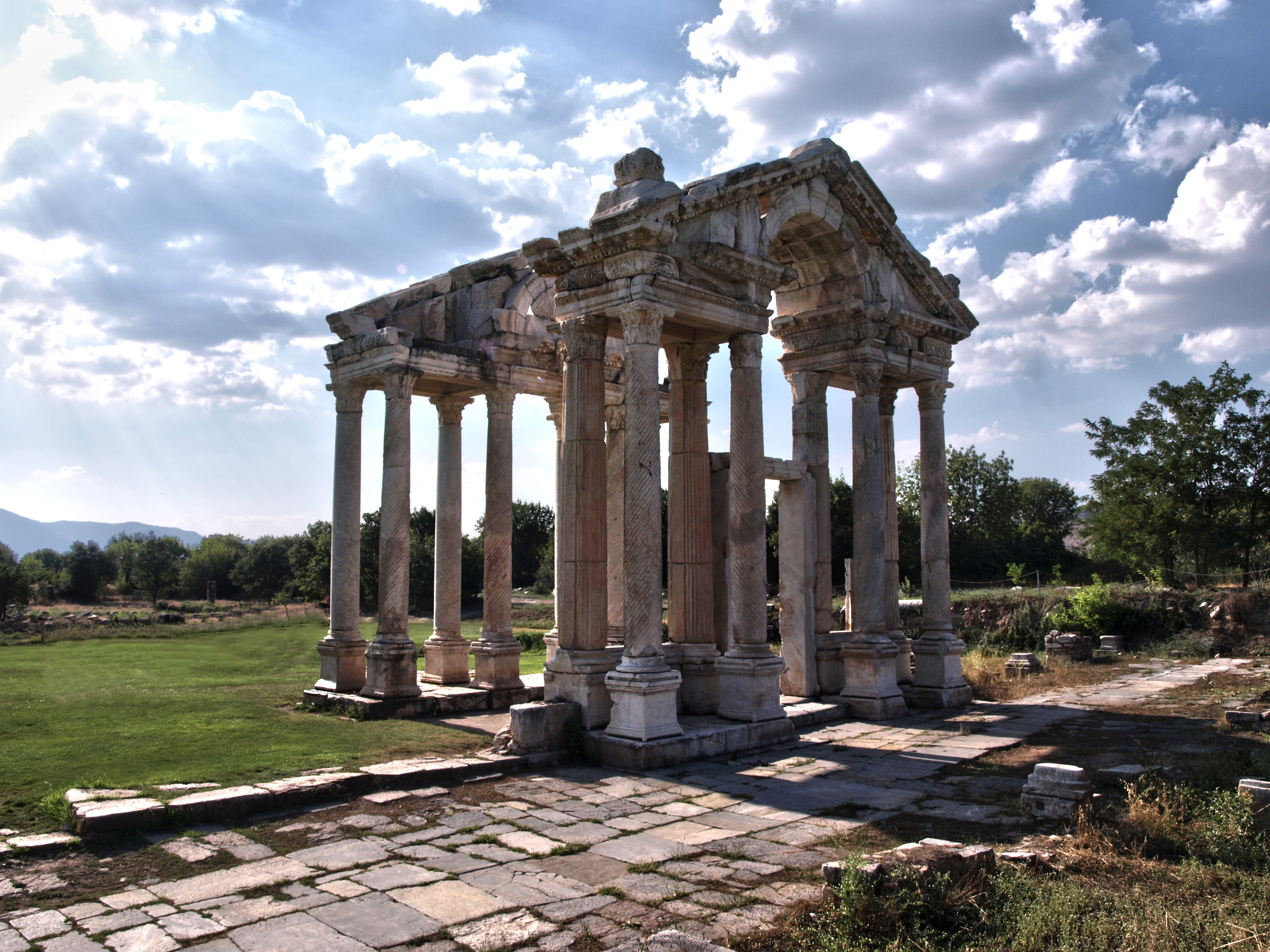
Tetrapilo

Un tetrapilo (tetrapylon, quattro gruppi di quattro colonne disposte in quadrato) venne costruito nel II secolo come passaggio monumentale su una delle vie cittadine, forse come propileo di ingresso verso il tempio di Afrodite.
Sui due lati principali, le due coppie di colonne della facciata, con fusti scanalati a spirale, sono sormontate da frontoni spezzati, mentre le colonne centrali della fila più interna sono collegate da frontoni semicircolari con rilievi. Il tetrapilo, distrutto dai terremoti, è stato rimontato con i frammenti ritrovati negli scavi nel 1990.

### Odeione "palazzo del Vescovo"

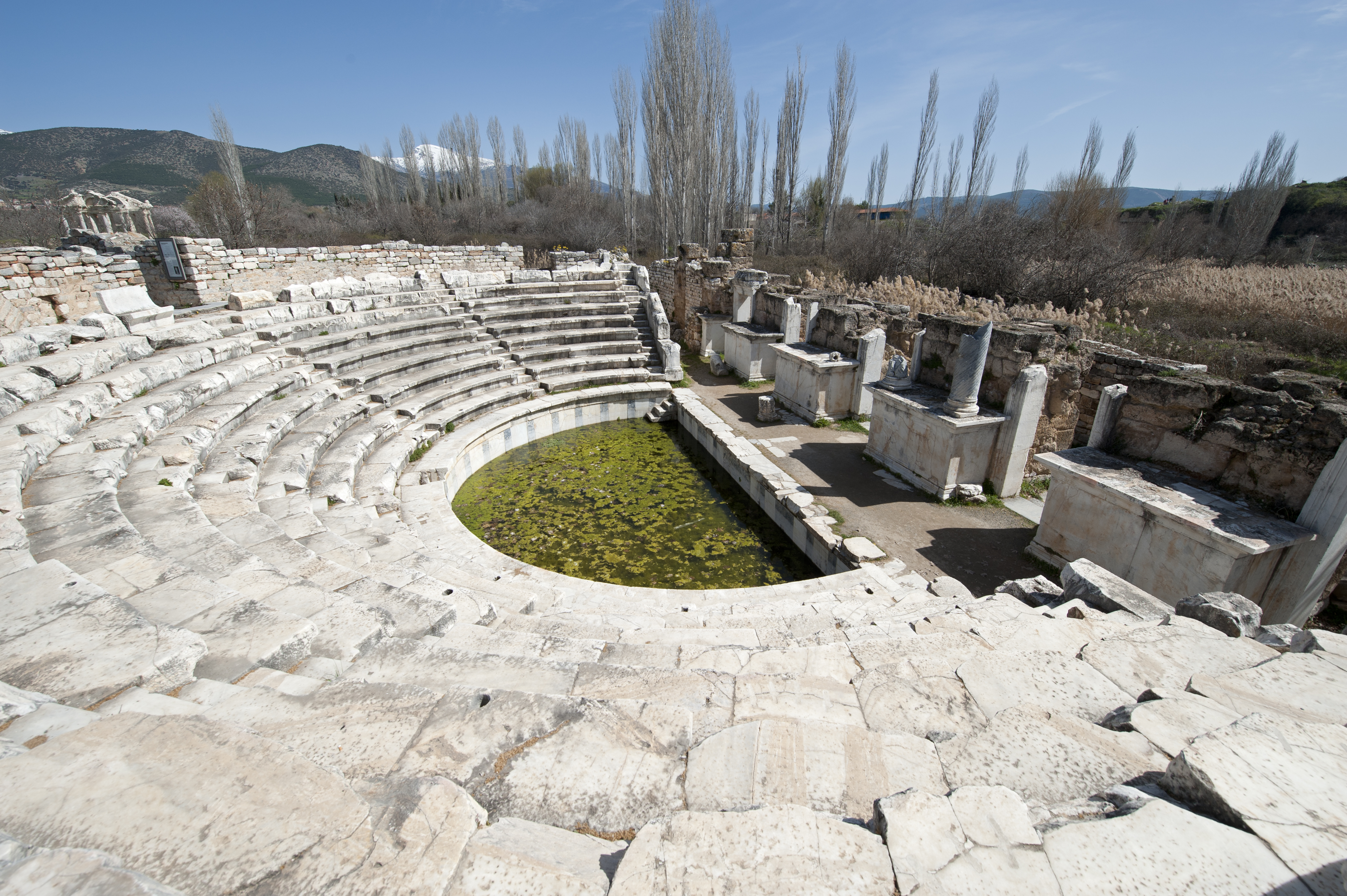
Odeion

Presso il tempio sorge anche un piccolo odeion (teatro coperto), costruito agli inizi del II secolo. La cavea, in origine sormontata da un portico, poggia su sostruzioni voltate, e vi si accedeva da un corridoio che passava alle spalle della scena, ornato dai ritratti di importanti cittadini. Dopo il crollo della parte superiore, forse per il terremoto del IV secolo fu utilizzato come sala per conferenze.
All'odeion è annesso un complesso residenziale con ambienti di rappresentanza e peristilio colonnato, che si ritiene sia stato utilizzato in epoca bizantina come residenza del vescovo.

### Agorà
Collocata tra l'acropoli e il tempio di Afrodite, non ancora interamente scavata, l'agorà è costituita da una vasta piazza rettangolare, impiantata nel I secolo a.C., circondata da portici di ordine ionico. Il lato settentrionale ("portico nord"), contiguo al palazzo vescovile, venne ricostruito nel V secolo.

### Portico di Tiberio
Una seconda piazza porticata, immediatamente a sud, è conosciuta come "portico di Tiberio" per la presenza di un'iscrizione in onore di questo imperatore.
La piazza termina verso est con una porta monumentale della metà del II secolo: quest'ultima, in seguito alle inondazioni seguite al terremoto del IV secolo venne trasformata in un ninfeo collegato alle cisterne e al sistema idraulico utilizzato per controllare le acque.

### Terme di Adriano
Sul lato corto occidentale del portico di Tiberio, venne costruito nel II secolo sotto l'imperatore Adriano un grande impianto termale. Scavato nel 1904, i ritrovamenti furono portati al Museo archeologico di Istanbul.
Davanti alla facciata delle terme, con portale monumentale tra due ali, si trovava una palestra con colonnati sui quattro lati.
La planimetria interna si articolava intorno al calidarium (stanza per bagni con acqua calda) centrale, circondato da apoditerium (spogliatoio), sudatorium (stanza per bagni di vapore), tepidarium (stanza per bagni con acqua tiepida) e frigidarium (stanza per bagni con acqua fredda). I sotterranei conservano gallerie di servizio, condutture idriche e caldaie per il riscaldamento degli ambienti e dell'acqua.
In epoca bizantina le terme erano ancora utilizzate, ma con spazi più ridotti.

### Teatro

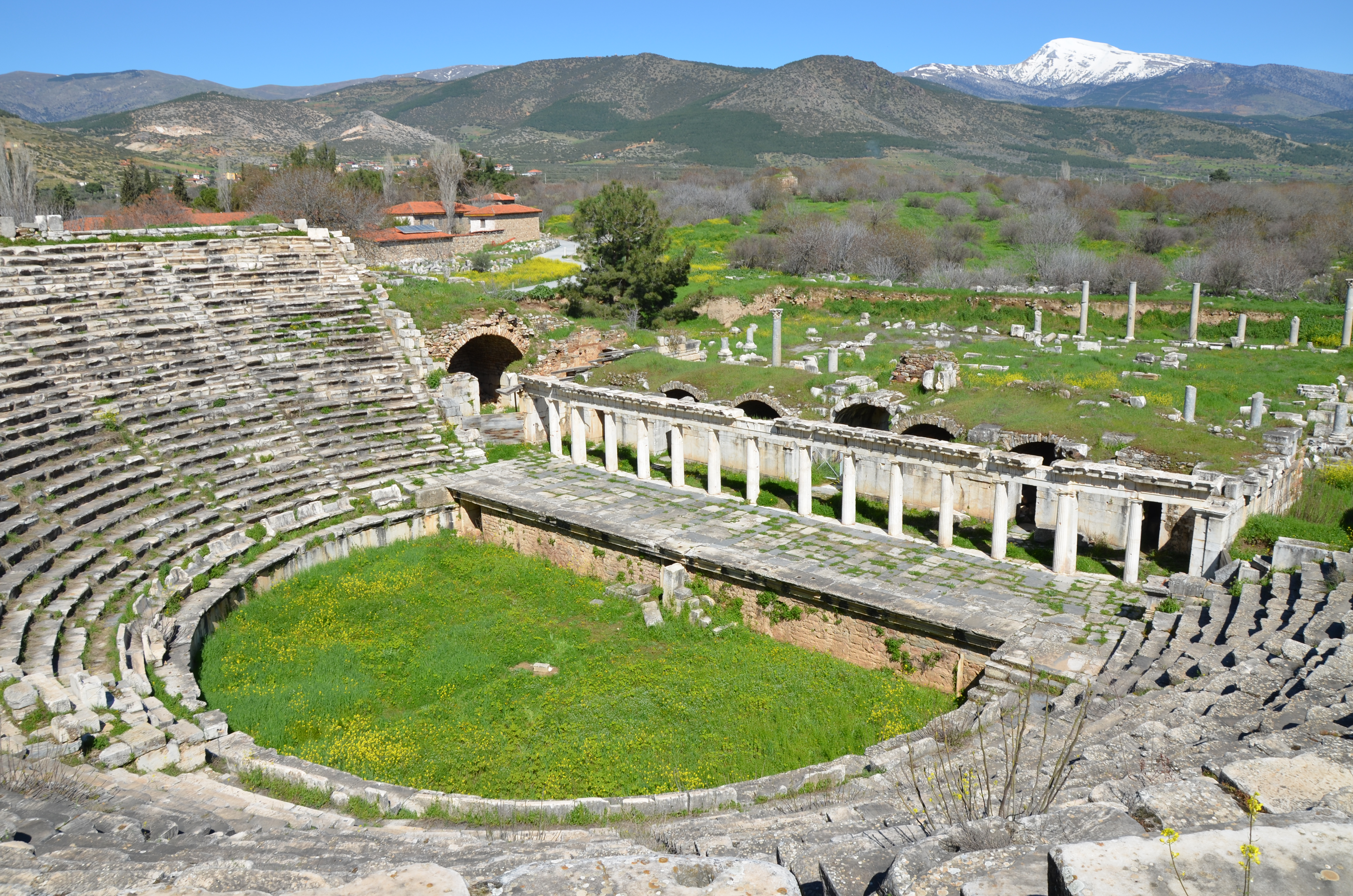
Il teatro di Afrodisia

Appoggiato sul lato orientale dell'acropoli, fu inaugurato nel 27 a.C. e subì dei rimaneggiamenti nel II secolo per adattarlo ai giochi gladiatorii. In seguito al crollo della parte superiore nel terremoto del VII secolo, fu ricoperto di terra e vi furono insediate abitazioni.
La cavea poteva ospitare circa 5.000 spettatori. Davanti alla scena venne eretto un piccolo porticato con pilastri ornati da semicolonne doriche
Nel teatro venne rinvenuto un rilievo offerto da Zoilo, liberto imperiale e che aveva finanziato la costruzione dell'edificio scenico.
Alle spalle della scena del teatro si trova una piazza quadrangolare, pavimentata in marmo, sistemata nel IV secolo. Su questa si affacciava un piccolo impianto termale del II o III secolo.

### Sebasteion

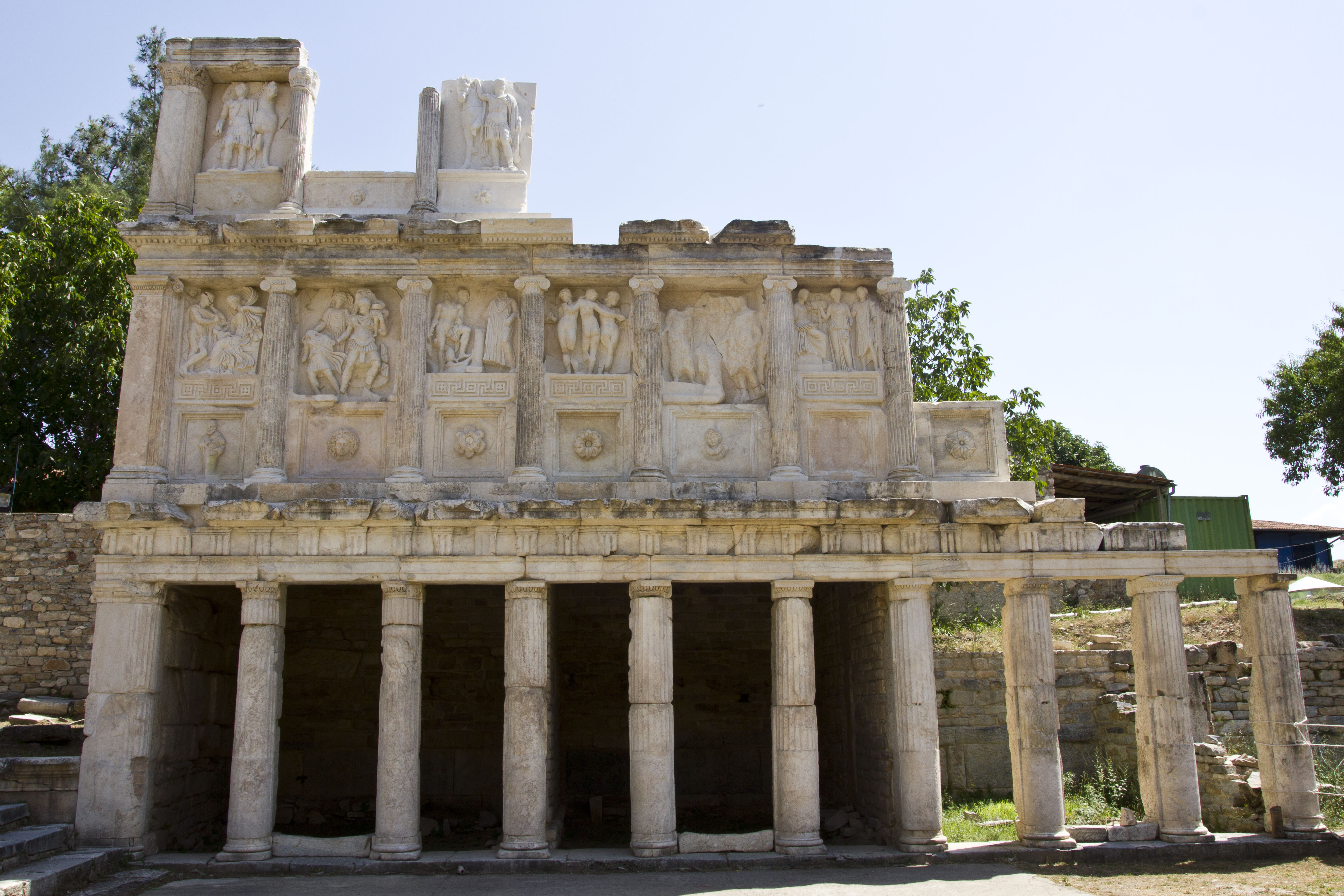
Sebasteion

L'edificio, scoperto negli scavi del 1979, era dedicato al culto di Augusto (in greco Sebastos). È costituito da due grandi portici che bordano una sorta di via processionale lunga 80 m e larga 14, donate da due diverse famiglie di notabili cittadini sotto i regni di Claudio e Nerone. I portici si sviluppavano su tre ordini sovrapposti: al piano terra un portico con semi-colonne doriche con botteghe, al secondo livello edicole chiuse da semi-colonne ioniche e al terzo da semi-colonne corinzie. All'interno delle edicole del secondo ordine vi erano bassorilievi raffiguranti scene mitologiche ed eroi della mitologia greca, mentre nel terzo ordine vi erano rilievi di Augusto e di altri personaggi della dinastia giulio-claudia con rappresentazioni figurate dei popoli o ethne sottomessi da Roma. I numerosi rilievi rinvenuti negli scavi mostrano scene mitologiche e alcuni personaggi della famiglia imperiale.

### Stadio

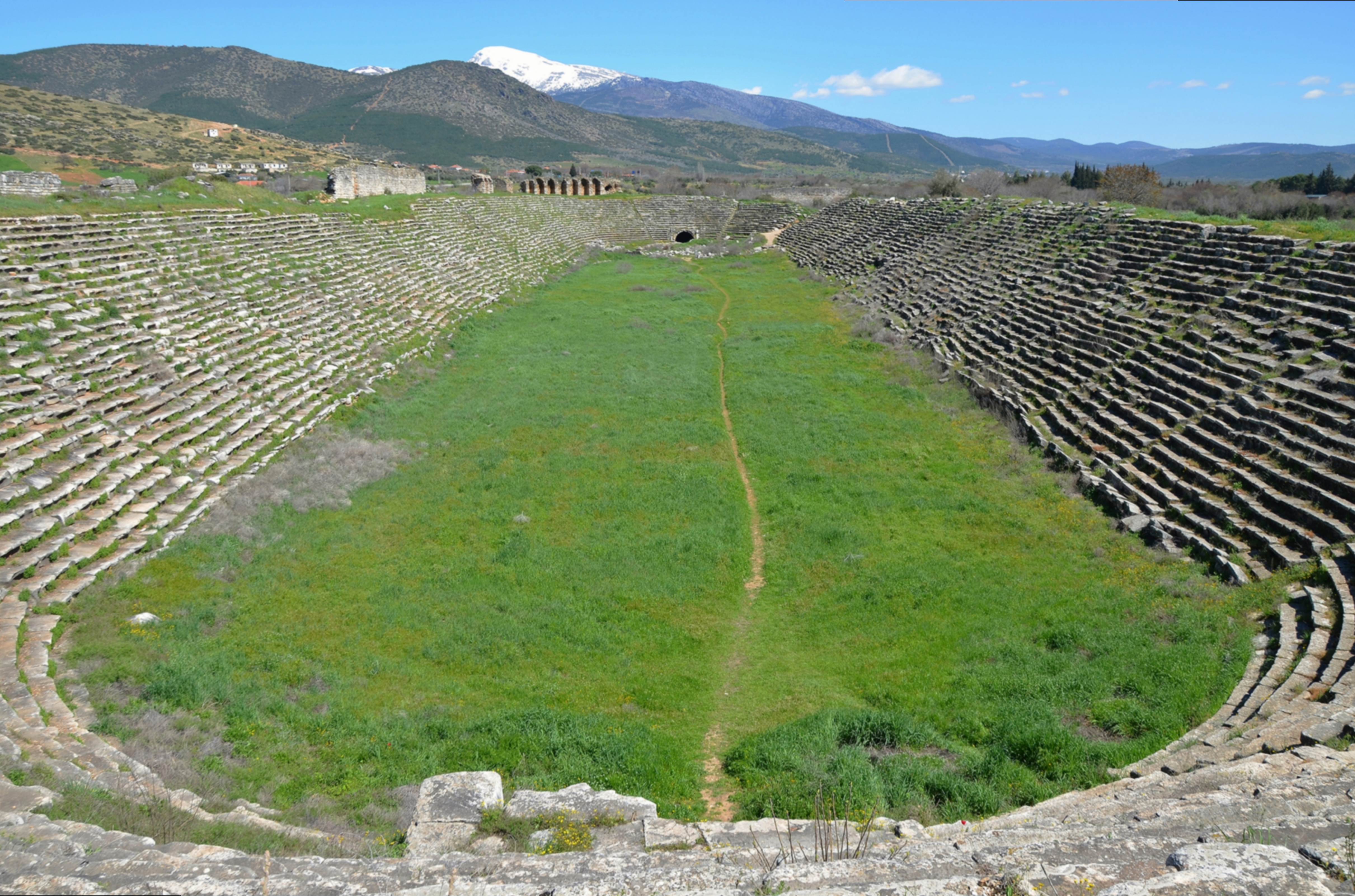
Lo stadio di Afrodisia

Si trova nel settore settentrionale della città e doveva avere una capacità di circa 30000 posti (262 m x 59 m) e si data alla fine del I o agli inizi del II secolo. In seguito alla distruzione del teatro, la sua estremità curvilinea fu utilizzata per gli spettacoli dei gladiatori. La sua struttura architettonica rappresenta un connubio tra arte greca e romana, invero, la sua forma particolare e polivalente racchiude il meglio del teatro greco, utile alle olimpiadi, e il meglio della funzionalità romana per, appunto, i combattimenti tra gladiatori.

### Le mura
Le mura che circondavano la città (perimetro di circa 3,5 km) furono impiantate a seguito dell'invasione dei Goti nel 260. A causa dei successivi terremoti furono tuttavia in gran parte ricostruite nel IV secolo con blocchi di reimpiego presi dai monumenti del centro cittadino. Dopo la loro distruzione nel VII secolo la difesa della città fu assicurata da un fortino costruito sull'acropoli.
Le porte sono quattro: (porta nord o nord-est, porta est, con cortile interno, porta ovest o porta di Antiochia).
Restano visibili ampi settori delle mura sui lati nord ed ovest, mentre sul lato orientale, occupato dal villaggio di Geyre, sono andate in gran parte distrutte.